# Бутень шорстковолосистий
Бутень шорстковолосистий (Chaerophyllum hirsutum) — вид рослин з родини окружкових (Apiaceae), поширений у Європі від Іспанії до України.

## Опис
Багаторічна рослина висотою 30–100 см. Коренева шийка вкрита залишками відмерлих черешків. Листки в контурі трикутні, трійчасті та двічі перисторозсічені, з довгими, перистороздільними, зубчастими часточками, щетинисто-волосисті, знизу часто блискучі. Пелюстки з країв бахромчасті. Плід видовжено-лінійний, рівний плодоніжці або довший за неї, до 12 мм завдовжки.

## Поширення
Поширений у Європі від Іспанії до України. 
В Україні вид зростає в лісах, на берегах струмків і річок — у Закарпатті та Карпатах, часто.